# Jorge Clemente
Jorge Clemente (Madrid, 24 novembre 1993) è un attore spagnolo, noto per aver interpretato il ruolo del Carlos "Carlitos" Terán nella soap Sei sorelle (Seis hermanas).

## Biografia
Jorge Clemente è nato il 24 novembre 1993 a Madrid (Spagna), fin da piccolo ha mostrato un'inclinazione per la recitazione.

## Carriera
Jorge Clemente all'età di dodici anni ha iniziato a prendere lezioni di recitazione e ha ottenuto il suo primo ruolo nella seconda stagione della serie di Telecinco La pecera de Eva, dove ha interpretato il ruolo di Manu. Nello stesso anno ha partecipato al film di Álex de la Iglesia Ballata dell'odio e dell'amore (Balada triste de trompeta). Nel 2011 è entrato a far parte del cast principale della serie Disney Channel La gira, dove ha interpretato uno degli antagonisti, Lucas.
Nel 2012 ha partecipato al film diretto da Emilio Martínez Lázaro La montaña rusa. Nel 2014 è uno dei protagonisti del film El club de los misundersod, dove ha interpretato il ruolo di Bruno. Nel 2015 ha recitato nel film Gli eroi del male (Los héroes del mal), dove ha interpretato il ruolo di Aritz. Dal 2015 al 2017 ha interpretato il ruolo di Carlos "Carlitos" Terán nella soap opera Sei sorelle (Seis hermanas).
Nel 2019 è entrato a far parte del cast principale della seconda stagione della serie Terror y feria e + de 100 mentiras, dove ha interpretato il ruolo di Javi. Nel 2020 ha partecipato alle serie: Élite su Netflix (nel ruolo di Alexis) e El ministerio del tiempo (nel ruolo di Felipe II). Nel luglio dello stesso anno, ha recitato nella serie di Atresplayer Campamento Albanta, dove dà vita a Marcos. Nel 2021 ha interpretato nuovamente il ruolo di Alexis nello speciale di Netflix Élite: Storie brevi (Élite: historias breves). Nello stesso anno ha ricoperto il ruolo di Tommy nella serie Todo lo otro.

## Filmografia

### Cinema
- Ballata dell'odio e dell'amore (Balada triste de trompeta), regia di Álex de la Iglesia (2010)
- La montaña rusa, regia di Emilio Martínez Lázaro (2012)
- Il club degli incompresi (El club de los incomprendidos), regia di Carlos Sedes (2014)
- Gli eroi del male (Los héroes del mal), regia di Zoe Berriatúa (2015)
- Hotel Colón, regia di Miguel Martí (2022)

### Televisione
- La pecera de Eva – serie TV (2010)
- Ángel o demonio – serie TV (2011)
- Il segreto (El secreto de Puente Viejo) – soap opera (2011)
- Los Cuervo: ¡Pillados! – serie TV (2011)
- Cuéntame – serie TV (2011)
- La gira – serie TV (2011-2013)
- La Gira: Luces, cámara, acción, regia di Luis Lloret – film TV (2013)
- El Rey – serie TV (2014)
- Las aventuras del capitán Alatriste – serie TV (2015)
- Sei sorelle (Seis hermanas) – soap opera (2015-2017)
- Terror y feria – serie TV (2019)
- + de 100 mentiras – serie TV (2019)
- Élite – serie TV (2020)
- El ministerio del tiempo – serie TV (2020)
- Campamento Albanta – serie TV (2021)
- Élite: Storie brevi (Élite: historias breves) – miniserie TV, 3 episodi (2021)
- Todo lo otro – serie TV (2021)

### Cortometraggi
- Kansas, regia di Alejandro Monreal (2013)
- Dos segundos de silencio, regia di Felipe Sanz (2017)
- Malnacido, regia di Benja de la Rosa (2018)
- Equals, regia di Javier Yañez Sanz (2019)
- Matar a la madre, regia di Omar Ayuso (2021)
- Con mis ojos, regia di Inés Pintor e Pablo Santidrián (2022)
- Anticlímax, regia di Nestor Lopez e Oscar Romero (2022)

## Teatro
- Mata a tu alumno, diretto da Gorka Lasaosa
- Escoria, diretto da Juan Frendsa
- Inside, diretto da Tamilla Woodard e Darío Facal

## Doppiatori italiani
Nelle versioni in italiano dei suoi film e delle sue serie TV, Jorge Clemente è stato doppiato da:
- Federico Campaiola[19] ne Il club degli incompresi[20]

## Riconoscimenti
- Festival di San Pietroburgo
  - Vincitore come Miglior attore per il film Gli eroi del male (Los héroes del mal)[21]

- XII Festival di Alicante
  - Vincitore come Miglior attore per il film Gli eroi del male (Los héroes del mal)[21]